# Chassalia pubescens
Chassalia pubescens är en måreväxtart som beskrevs av Henry Nicholas Ridley. Chassalia pubescens ingår i släktet Chassalia och familjen måreväxter. Inga underarter finns listade i Catalogue of Life.